# Cimitero dei Batignolles
Il cimitero dei Batignolles (cimetière des Batignolles) è un cimitero di Parigi sito in rue Saint-Just 8, nel quartiere dell'Épinettes, nella zona nord-est del XVII arrondissement.
L'area del cimitero è parzialmente sovrastata dal boulevard périphérique, tra Porte de Clichy e Porte Saint-Ouen.
Si estende per circa undici ettari, pari alla grandezza del cimitero di Montmartre, il che lo rende il terzo cimitero intramurale dopo il cimitero di Père-Lachaise e il cimitero di Montparnasse. Esso comprende 900 alberi (fra cui castagno, acero, ecc.).

## Personalità sepolte

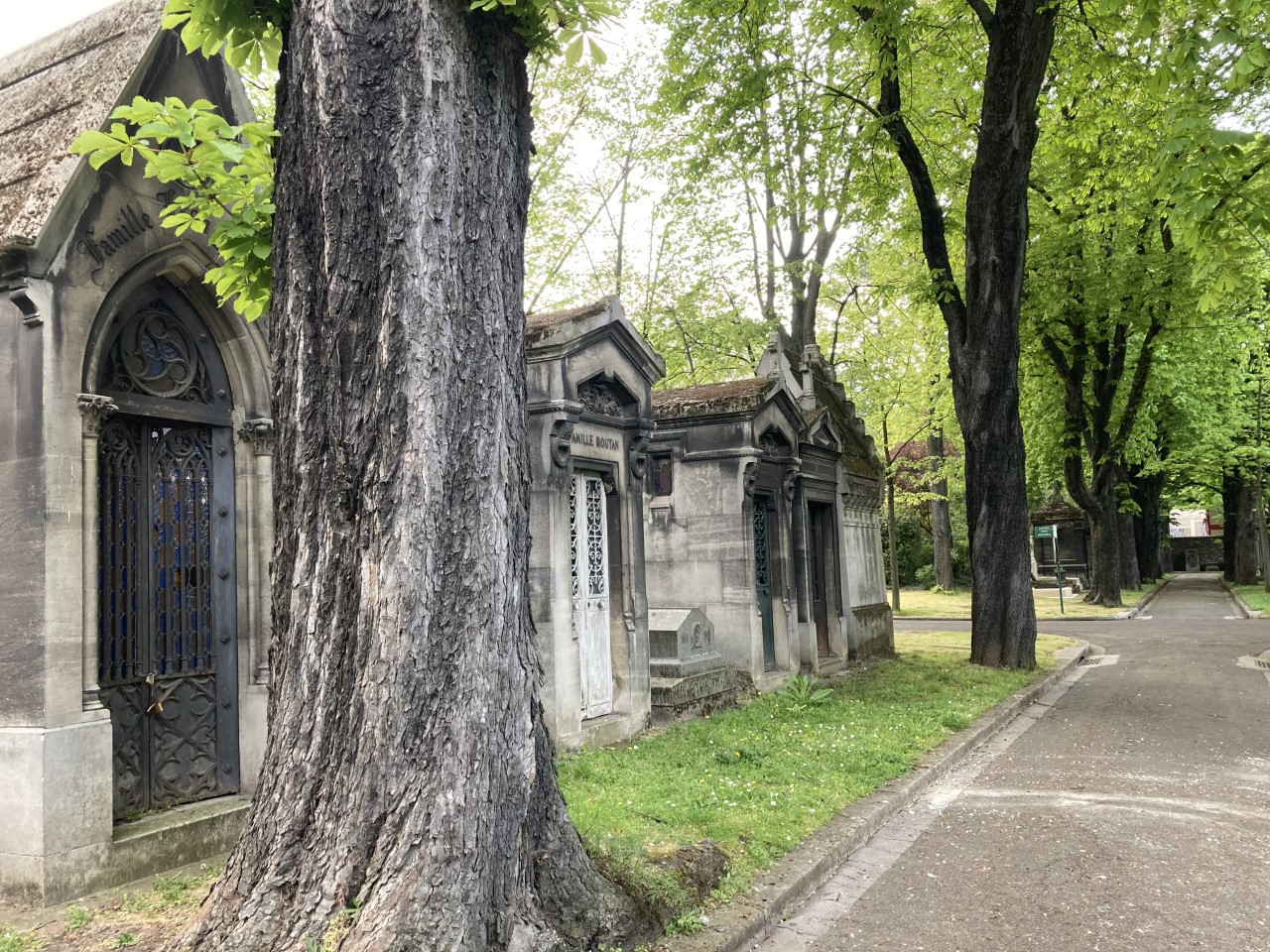
Una strada del cimitero

Tra le 15 000 tombe vi sono sepolti personaggi come:

### A
- Théodore Akimenko (1876 - 1945), compositore
- Émilienne d'Alençon (1869 - 1946), cabarettista
- Youly Algaroff (1918 - 1995), ballerino russo
- Émile Anthoine (1882 - 1969), atleta

### B
- Léon Bakst (1866 - 1973), pittore e scenografo russo
- André Barsacq (1909 - 1924), regista, drammaturgo, scenografo e direttore teatrale
- Aleksandr Nikolaevič Benois (1870 - 1960), pittore e scrittore russo
- Élie Berthet (1815 - 1891), scrittore
- Marius Borgeaud (1861 - 1924), pittore svizzero
- Lucien Bossoutrot (1890 - 1958), politico
- Jean Boyer (1901 - 1965), regista e compositore
- Lucien Boyer (1876 - 1942), cantante
- André Breton (1896 - 1966), poeta, saggista e critico d'arte
- Lucienne Bréval (1869 - 1935), soprano svizzero
- Wanda de Broncza (1872 - 1902), attrice
- Alfred Bruneau (1857 - 1934), compositore

### C
- Gaston Calmette (1858 - 1914), giornalista
- Lucien Marius Gustave Cayol (1882-1975), ammiraglio
- Blaise Cendrars (1887 - 1961), scrittore svizzero
- Fédor Chaliapine (1873 - 1938), basso russo
- Fernand Charpin (1887 - 1944), attore
- Ernest Christophe (1827 - 1892), scultore

### D
- André Dahl (1886 - 1932), giornalista
- Albert Dalimier (1875 - 1936), politico
- Adolphe Danhauser (1835 - 1896), musicista
- Joseph Darnand (1897 - 1945), militare e politico
- Jacques Debronckart (1934 - 1983), cantante
- Armand Deperdussin (1860 - 1924), aviatore
- Marguerite Deval (1866 - 1955), comico
- Léon Dierx (1838 - 1912), poeta e pittore
- René Dorin (1891 - 1969), cantante
- Pierre Dreyfus (1907 - 1994), funzionario
- Huguette Duflos (1887 - 1982), attrice
- Blanche Dufrêne (1874 - 1919), attrice
- Marguerite Durand (1864 - 1936), giornalista
- Hélène Dutrieu (1877 - 1961), pistard e aviatrice belga

### F
- Joseph Anthelme Fournier (1854 - 1928), generale
- Pierre-Eugène Fournier (1892 - 1972), funzionario
- Micheline Francey (1919 - 1969), attrice

### G
- Arnould Galopin (1863 - 1934), scrittore
- Jacqueline Gauthier (1921 - 1982), attrice
- Jean Giraudy (1904 - 2001), avvocato
- Wladimir Guettée (1816 - 1892), presbitero

### H
- Henri-Robert (1863 - 1936), avvocato
- Alfred Heurtaux (1893 - 1985), aviatore e deputato
- Charles Humbert (1866 - 1927), deputato e senatore
- Severiano de Heredia (1836 - 1901), ministro e presidente del Consiglio francese
- André Hugon (1886 - 1960), sceneggiatore

### I
- Emile Isola (1860 - 1945) e Vincent Isola (1862 - 1947), prestigiatori
- Paul d'Ivoi (1856 - 1915), scrittore e romanziere

### L
- Aimé Lepercq (1889 - 1944), ingegnere e politico
- René Lestelly (1904 - 1993), attore
- Jean L'Herminier (1902 - 1953), marinaio
- Sergueï Liapounov (1859 - 1924), compositore
- Géo London (1885 - 1951), giornalista
- Éric Losfeld (1922 - 1979), editore

### M
- Jane Margyl (1874 - 1907), mezzo soprano
- Gilbert Médéric-Védy (1902 - 1944), politico
- Gaston Modot (1887 - 1970), attore
- Fred Money (1882 - 1956), pittore
- Robert Moor (1889 - 1972), attore

### N
- Stacia Napierkowska (1891 - 1945), attrice e danzatrice
- Maurice Neumont (1868 - 1930), pittore

### P
- Joséphin Péladan (1858 - 1918), scrittore e occultista
- Maurice Pellé (1863 - 1924), generale
- Benjamin Péret (1899 - 1959), poeta
- Charles-Louis Pothier (1881 - 1962), compositore
- Henri Pugliesi-Conti (1866 - 1936), ammiraglio

### R

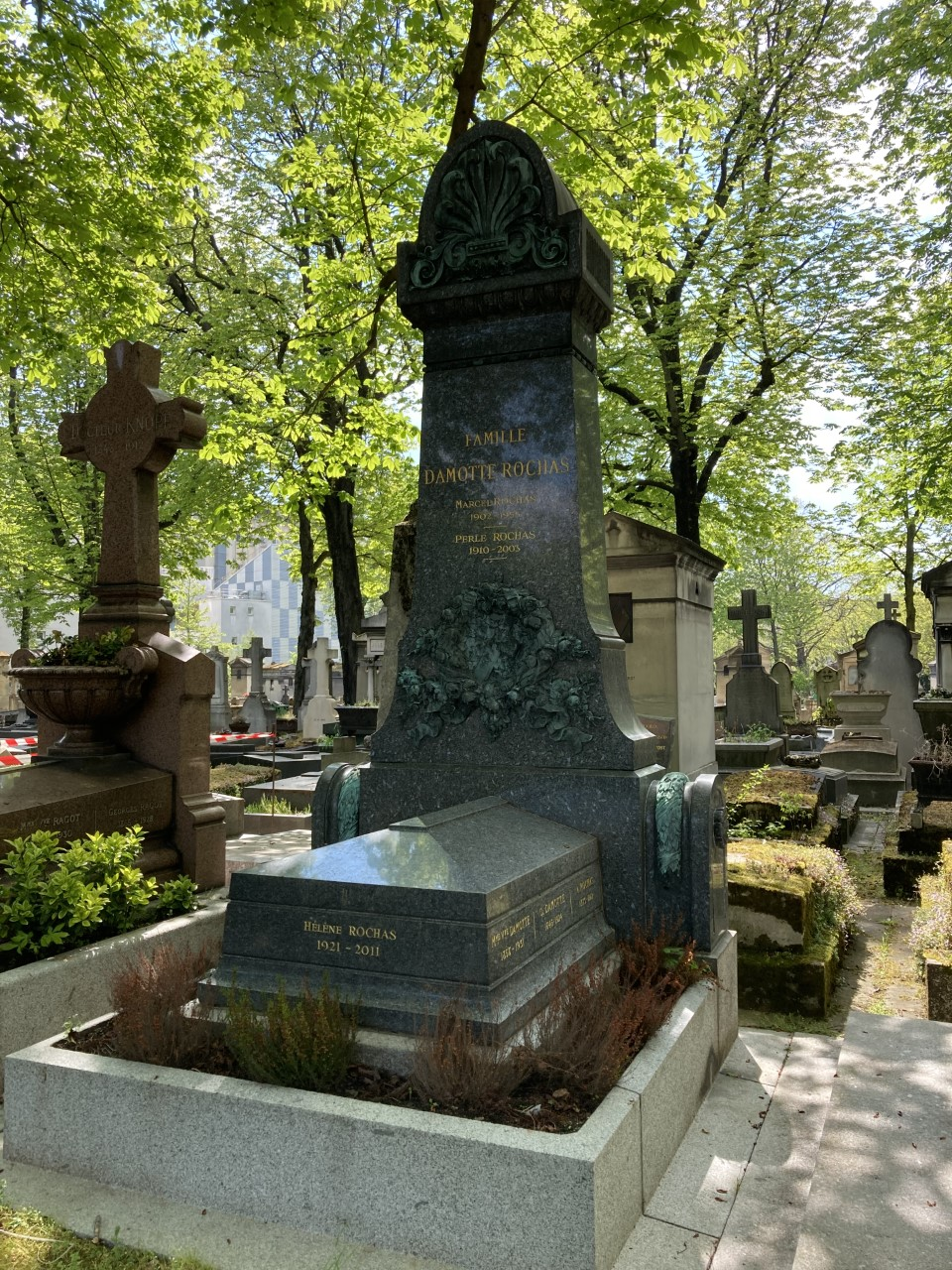
Tomba di Marcel Rochas

- Léon Riotor (1865 - 1946), scrittore e politico
- Marcel Rochas (1902 - 1955), stilista e profumiere

### S
- Saint-Granier (1890 - 1976), attore e cantante
- Aimé Simon-Girard (1889 - 1950), attore e cantante
- René Sergent (1865 - 1927), architetto
- Madeleine Suffel (1899 - 1974), attrice

### T
- Geneviève Tabouis (1892 - 1985), storico e giornalista
- Aimée Tessandier (1851 - 1923), comico
- Maurice Teynac (1915 - 1992), attore
- Toyen (1902 - 1980), pittrice e illustratrice ceca

### V
- Ray Ventura (1908 - 1979), cantante e compositore
- Paul Verlaine (1844 - 1896), poeta
- Michèle Verly (1909 - 1952), attrice
- Paul Vidal (1863 - 1931), compositore
- Édouard Vuillard (1868 - 1940), pittore

### Z
- André Zirnheld (1913 - 1942), paracadutista